# Цвітні Піски
Цвітні Піски́ — село в Україні, у Луганській міській громаді Луганського району Луганської області. Населення становить 84 особи.

## Населення
За даними перепису 2001 року населення села становило 84 особи, з них 13,1 % зазначили рідною українську мову, 85,71 % — російську, а 1,19 % — іншу.

## Новітня історія

### Війна на сході України
У 2014 році біля селища точилися запеклі бойові дії в ході російсько-української війни.
5 вересня 2014 року під час «перемир'я» десантники з боями відходили від Луганського аеропорту. У бою з російським диверсійним підрозділом під Цвітними Пісками українські десантники 80-ї окремої десантно-штурмової бригади втратили 24 бійця загиблими і зниклими безвісти.